# Eugénie Brazier
« Mère Brazier » redirige ici. Pour les autres significations, voir Brazier.
Eugénie Brazier, surnommée la mère Brazier, née le 12 juin 1895 à La Tranclière (Ain) et morte le 2 mars 1977 à Sainte-Foy-lès-Lyon (Rhône), est une cheffe cuisinière française. Fondatrice du restaurant Mère Brazier, c'est une des « mères » emblématiques des bouchons lyonnais.
Première promotion de chef à obtenir trois étoiles au guide Michelin en 1933 (deux fois trois étoiles pour ses deux restaurants de Lyon et du col de la Luère, à Pollionnay) de 1933 à 1968. Cela fait d'elle la première femme à obtenir trois étoiles au Michelin en même temps que Marie Bourgeois, suivie par Marguerite Bise en 1951 et Anne-Sophie Pic en 2007.
Elle est aussi le premier chef à obtenir deux fois trois étoiles, suivie par Alain Ducasse en 1997, Marc Veyrat en 2001, Thomas Keller en 2006, Joël Robuchon en 2012 et Yannick Alléno en 2007 et 2017.

## Biographie
Eugénie Brazier est une femme d'origine populaire, née le 12 juin 1895 à La Tranclière, à six kilomètres au sud de Bourg-en-Bresse, dans une famille de paysans bressans, originaires de Dompierre-sur-Veyle. À la mort de sa mère, à 10 ans, elle est placée dans des fermes de la région où elle garde les vaches et les cochons. Elle y apprend les bases de la cuisine de la Bresse.
À 19 ans, elle tombe enceinte d'un certain Pierre, homme marié habitant Dompierre-sur-Veyle. Elle se fait mettre à la porte par son père. Laissant son fils, Gaston, en nourrice à Dompierre, elle monte à Lyon.

### Apprentissage
Au XIXe siècle et au début du XXe siècle, beaucoup de restaurants de Lyon étaient tenus par des femmes, surnommées « les mères ».
Employée dans une famille bourgeoise (chez les Milliat, fabricants de pâtes et clients de la mère Fillioux), comme nourrice (donnant le lait), elle devient chargée de la cuisine lorsque la cuisinière attitrée tombe malade. En 1915, âgée de 20 ans, elle s'en fait une vocation et partie de rien, se fait embaucher à la fin de la Première Guerre mondiale chez la mère Fillioux (73, rue Duquesne, à Lyon) où elle fait son apprentissage. Puis elle fait un passage à la Brasserie du Dragon, de Lyon, où elle se fait une solide réputation.

### Restaurant Mère Brazier à Lyon

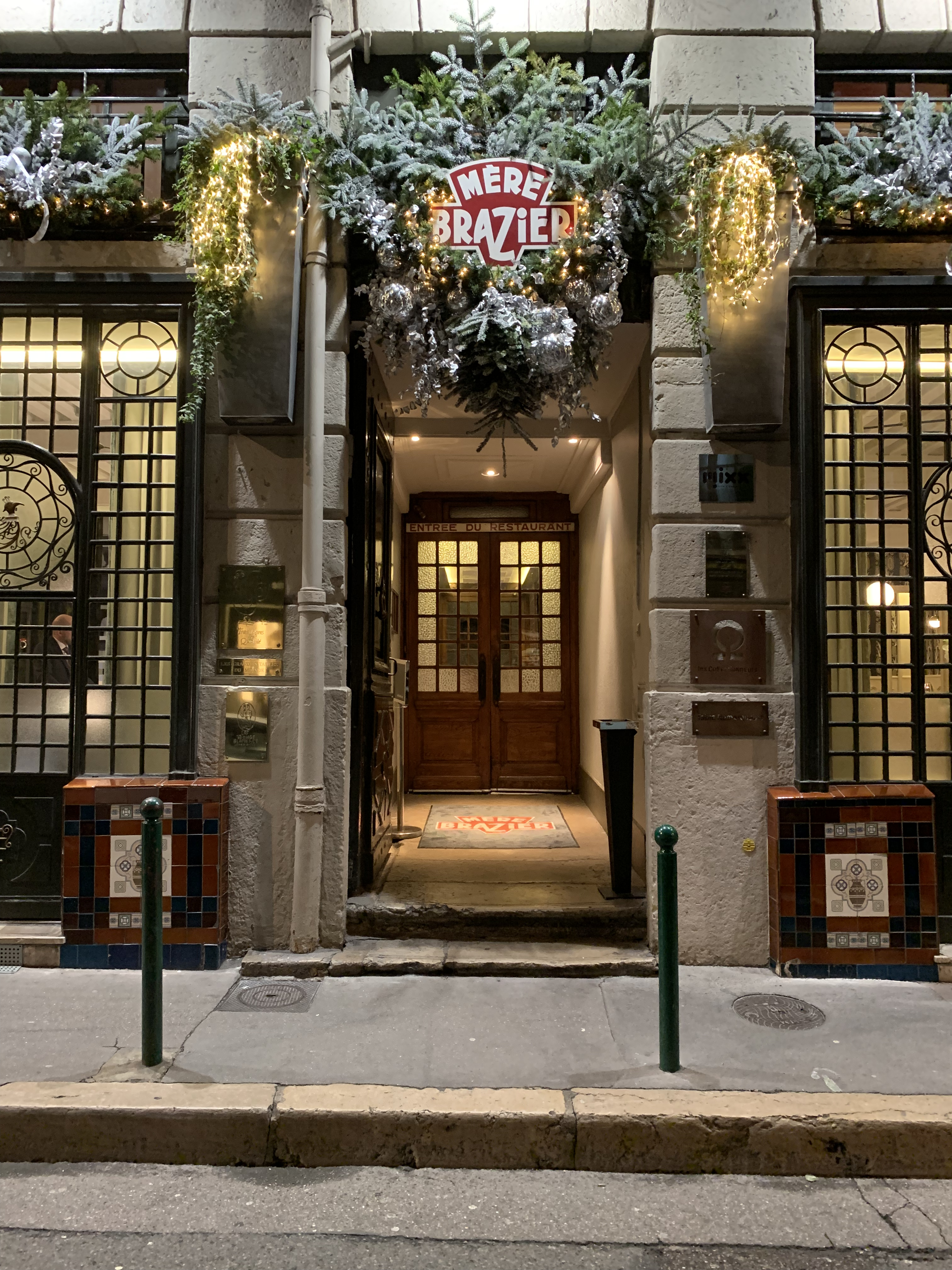
Le restaurant à Lyon.

Le 19 avril 1921, Eugénie crée, avec 12 000 francs de capital, son restaurant, un bouchon lyonnais typique. Situé au numéro 12 de la rue Royale, dans le 1er arrondissement de Lyon, tout proche des quais du Rhône, il est nommé le Mère Brazier. Ses débuts en cuisine sont difficiles mais, grâce au bouche-à-oreille et aux éloges du grand critique gastronomique Curnonsky et du Club des Cent, sa table devient vite la plus courue de Lyon.
À partir de 1928, elle prend du repos dans un chalet sans gaz ni électricité, au col de la Luère, à dix-sept kilomètres à l'ouest de Lyon, où ses clients (d'abord des amis d'un constructeur de voitures de courses, dont le chauffeur de maître n'est autre que son amoureux, ces personnes possédant toutes une voiture à l'époque) la pressent d'ouvrir un second restaurant, ce qu'elle fait en 1929. Il devient l'annexe de son restaurant lyonnais les week-ends et au retour des beaux jours. En 1941, elle fait raser le bungalow pour construire un restaurant en pierre.
En 1932, le guide Michelin attribue deux étoiles à chacun de ses deux restaurants, au col de la Luère et au 12, rue Royale de Lyon.

### Deux fois trois étoiles au guide Michelin et emblème de Lyon
En 1933, Eugénie Brazier fait partie de la première promotion de grand chef cuisinier dont les restaurants obtiennent 3 étoiles au guide Michelin, en même temps que Fernand Point et Marie Bourgeois. Par la même occasion, les deux restaurants de Lyon et du col de la Luère étant notés trois étoiles chacun, elle devient ainsi la première, femmes et hommes confondus, à réaliser cet exploit,. Il faudra attendre Alain Ducasse en 1997 pour que celui-ci soit réédité. Marc Veyrat, Thomas Keller et Joël Robuchon suivront en 2001, 2006 et 2012, puis Yannick Alléno en 2007 et 2017.
Elle devient vite l'emblème de Lyon et de la cuisine lyonnaise au niveau international. Édouard Herriot, maire de Lyon (président du Conseil, député, sénateur, ministre) dit d'elle : « Elle fait plus que moi pour la renommée de la ville. »
En 1943, à la suite de querelles avec son fils Gaston Brazier, ce dernier prend la direction du restaurant de Lyon alors qu'Eugénie poursuit au col de la Luère.
En 1946, Paul Bocuse, alors âgé de 20 ans, de retour à Lyon en héros démobilisé de la Seconde Guerre mondiale, poursuit son apprentissage chez Eugénie Brazier au col de la Luère à Pollionnay où, en plus de faire la cuisine, il entretient le jardin potager, trait les vaches, fait la lessive et le repassage.

### Mort

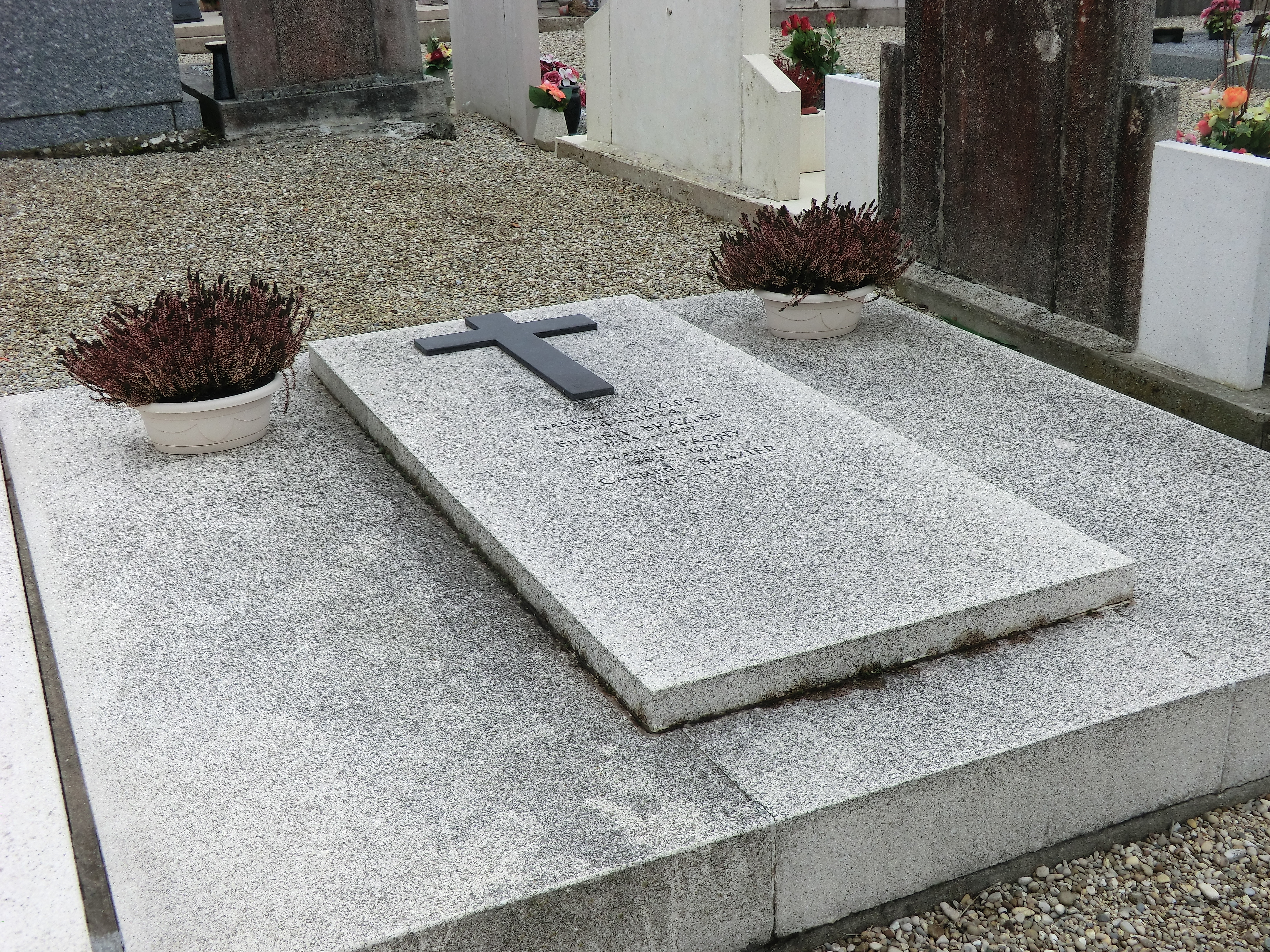
Tombe d'Eugénie Brazier et de son fils Gaston, au cimetière du Mas Rillier.

En 1968, âgée de 72 ans, Eugénie passe la main à son fils Gaston qui lui succède. Elle meurt le 2 mars 1977, à Sainte-Foy-lès-Lyon, alors âgée de 81 ans. Elle est inhumée, avec son fils Gaston (mort trois ans avant elle, en 1974), au cimetière du Mas Rillier, à Miribel dans l'Ain.

### Distinctions
- 1932 : deux étoiles au guide Michelin
- 1933 : trois étoiles au guide Michelin

## Mets célèbres
- Fond d’artichaut au foie gras[7], quenelle, langouste Belle Aurore, terrine, gratin de macaronis, volaille demi-deuil, galette et chabraninof (dessert à base de pommes confites et flambées).
- Volaille de Bresse demi-deuil et petits légumes de la mère Brazier.
- Gâteau de foie de volaille et de lapin, façon mère Brazier.

## Succession, hommages, postérité
En 1971, Jacotte Brazier, fille de Gaston Brazier et petite-fille d'Eugénie, intègre le restaurant de la rue Royale dont elle prend la direction, en 1974, à la mort de son père et assure pendant trente ans l'héritage de sa grand-mère et de son père.
En 2004, Jacotte Brazier transmet le restaurant de sa grand-mère à ses amis Philippe Bertrand et Bob Tosh, qui conservent le nom de l'établissement Mère Brazier, l'esprit de la maison et de sa fondatrice, et des menus traditionnels Eugénie Brazier et Jacotte Brazier, tout en modernisant l'établissement et la carte, avec le chef Yannick Decelle aux cuisines.
En octobre 2008, le chef étoilé Mathieu Viannay (meilleur ouvrier de France en 2004), reprend le restaurant de la rue Eugénie-Brazier.

### Hommages
En 2000, pour fêter les quatre-vingts ans du restaurant d'Eugénie Brazier, la rue Marceau, la plus proche de son restaurant du 12, rue Royale, est rebaptisée rue Eugénie-Brazier par la mairie de Lyon.
En 2018, une rue portant son nom est inaugurée à Illkirch-Graffenstaden, en Alsace.

### Élèves célèbres
- Paul Bocuse : apprentissage dès 1946
- Bernard Pacaud : apprentissage dès 1962[15]

### Établissements
- Restaurant Mère Brazier, 12, rue Royale, à Lyon
- Restaurant du col de la Luère à Pollionnay (aujourd'hui la propriété d'un industriel lyonnais)

### Prix Eugénie-Brazier
Le prix Eugénie-Brazier – prix du roman et essai gourmand récompense un ouvrage de cuisine réalisé par une femme, ou dont le sujet est la cuisine des femmes.
Trois autres prix sont liés à ce dernier : 
- le prix Eugénie-Brazier – prix de l’iconographie
- le prix Eugénie-Brazier – coup de cœur du comité de lecture
- le prix Eugénie-Brazier – prix francophonie[16].

En 2012, les membres du jury étaient Paul Bocuse, Marc Lambron (écrivain et président du jury Brazier), Danièle Mazet-Delpeuch (cuisinière de l'Élysée 1988 à 1990), Jacotte Brazier, Reine Sammut (chef de cuisine à La Fenière, à Lourmarin), Françoise Monnet (Le Progrès de Lyon) et Valérie Bouvart (magazine Régal).

#### Ouvrages
- Jean-François Mesplède, Eugénie Brazier. Un héritage gourmand, Paris, Jean-François Mesplède/Page d'écriture, 2001, 95 p.
- Jean-François Mesplède (préf. Alain Ducasse), Trois étoiles au Michelin : Une histoire de la haute gastronomie française et européenne, Paris, Gründ, 2004
- Jean Butin, Ces lyonnaises qui ont marqué leur temps, Lyon, Editions lyonnaises d'art et d'histoire, 2004, 283 p., p. 195 à 203
- Roger Moreau, avec la collaboration de Roger Garnier et Jacotte Brazier ; préfaces de Paul Bocuse, Bernard Pacaud et Mathieu Viannay, Les Secrets de la mère Brazier, Paris, Solar, 2009, 278 p. (ISBN 978-2-263-04890-6).
- Catherine Simon, Mangées. Une histoire des mères lyonnaises, Sabine Wespieser Éditeur, 2018, 260 p.

#### Articles
- Evelyne Vacher, « La Mère Brazier (1895-1977) », L'Araire, no 128,‎ printemps 2002, p. 86-95
- Lucien San Biagio, « La mère Brazier, “vestale de la Table”… », L'Humanité,‎ 29 décembre 2008, p. 52-56 (lire en ligne)

### Filmographie
- Vidéo d'un congrès et banquet chez la mère Brazier au col de la Luère, en 1956, sur le site de l'INA

### Émissions de radio
- Caroline Broué, « La Mère Brazier : portrait d'une pionnière », France Culture, 25 avril 2021
- Jean Lebrun recevant Catherine Simon, « Brazier, Léa et les autres : les mères lyonnaises », sur La Marche de l'Histoire, France Inter, 21 février 2018
- « La mère Brazier, la mère Fillioux, la mère Léa, la mère Blanc. Les mères à l'origine de la gastronomie lyonnaise », sur La Fabrique de l'histoire, France Culture, 23 novembre 2010 (consulté le 24 novembre 2010)